# 永寧軍節度使
永寧军节度使，五代十国后蜀的节度使，治所在果州（今四川省南充市）。
广政二十一年（958年），孟昶分保寧軍節度使的果州和昭武军节度使的通州，设立永寧军節度使，下辖果州、通州（今四川省达州市），孟仁超担任永宁節度使。北宋灭后蜀，废除永寧军节度使，果州改为团练州。